# Кубанская улица (Москва)
Куба́нская у́лица (до 20 мая 1964 года — Вокза́льная у́лица) — улица, расположенная в Юго-Восточном административном округе города Москвы на территории района Люблино.

## История
Улица получила современное название по северокавказской реке Кубань в связи с расположением на юго-востоке Москвы. До 20 мая 1964 года называлась Вокза́льная у́лица по расположению вблизи станции Люблино-Сортировочное Курского направления Московской железной дороги.

## Расположение

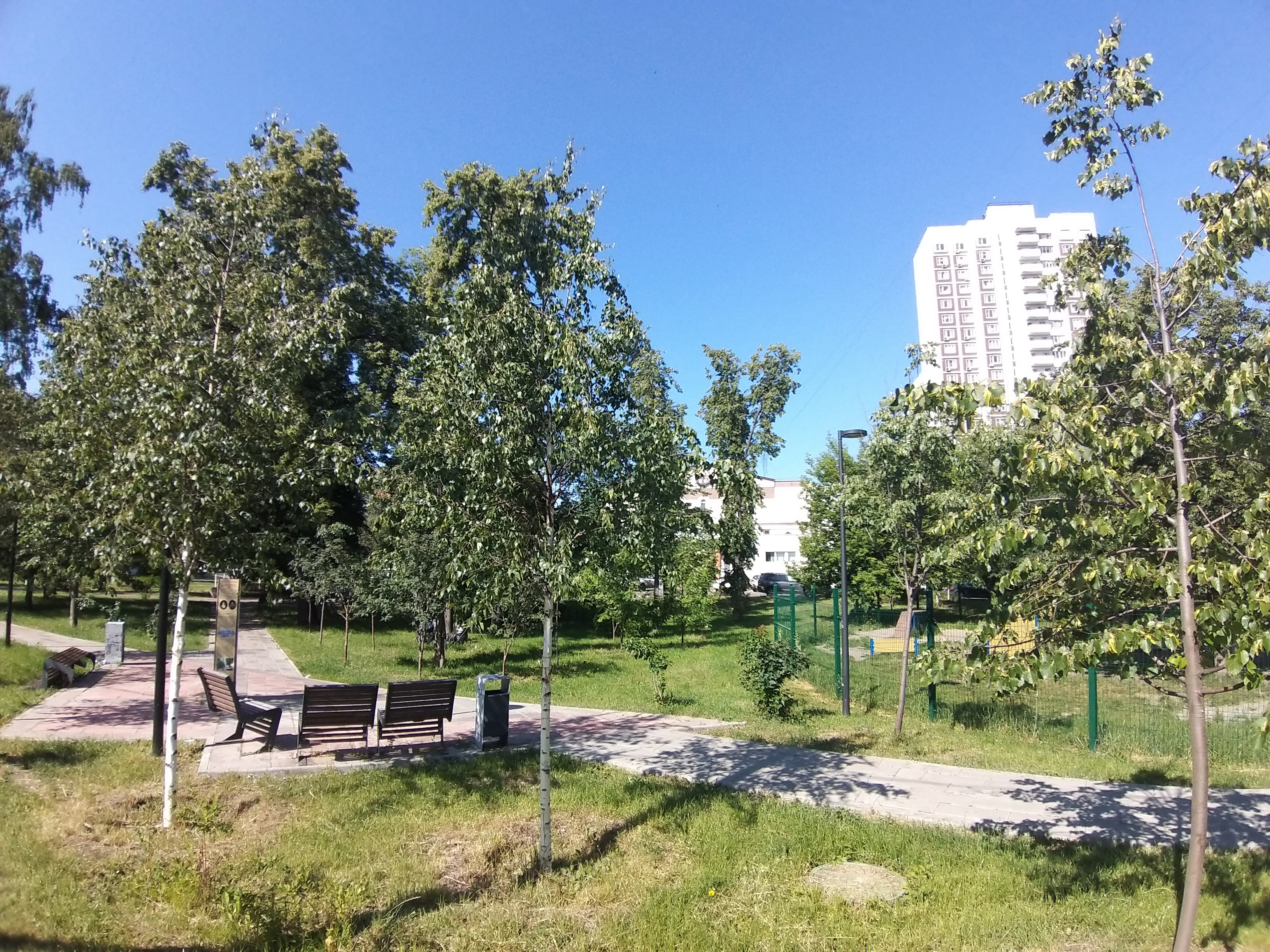
Сквер на Кубанской улице

Кубанская улица, являясь продолжением Курской улицы, проходит от Люблинской улицы на восток, с юга к ней примыкает проспект 40 лет Октября, улица проходит дальше и оканчивается, не доходя до Краснодонской улицы. Нумерация домов начинается от Люблинской улицы.
В 2022-м году на пересечении Кубанской улицы и Ейской улицы оборудован сквер с детской площадкой, теннисным столом, площадкой для выгула собак, клумбами и скамейками.

## Примечательные здания и сооружения
По нечётной стороне: Деловой центр «К29» расположен по адресу Кубанская улица, дом 29.
По чётной стороне:

## Транспорт

### Наземный транспорт
По Кубанской улице не проходят маршруты наземного общественного городского транспорта. У западного конца улицы расположены остановки «Станция Люблино» автобусов 54, 350, 623, 650, с4, т50 (на Люблинской улице), автобусов 30, 528 (на Курской улице), у восточного — остановка «Академия труда» автобусов 228, 336, 522, 551, 551к, 658, 713, с4, с9, т74, н5 (на Краснодонской улице). Кубанскую улицу в районе дома 29 пересекает маршрут автобуса 312.

### Метро
- Станция метро «Волжская» Люблинско-Дмитровской линии — северо-восточнее улицы, на Краснодонской улице

### Железнодорожный транспорт
- Платформа  Люблино Курско-Рижского диаметра — у западного конца улицы

## Галерея

Кубанская улица
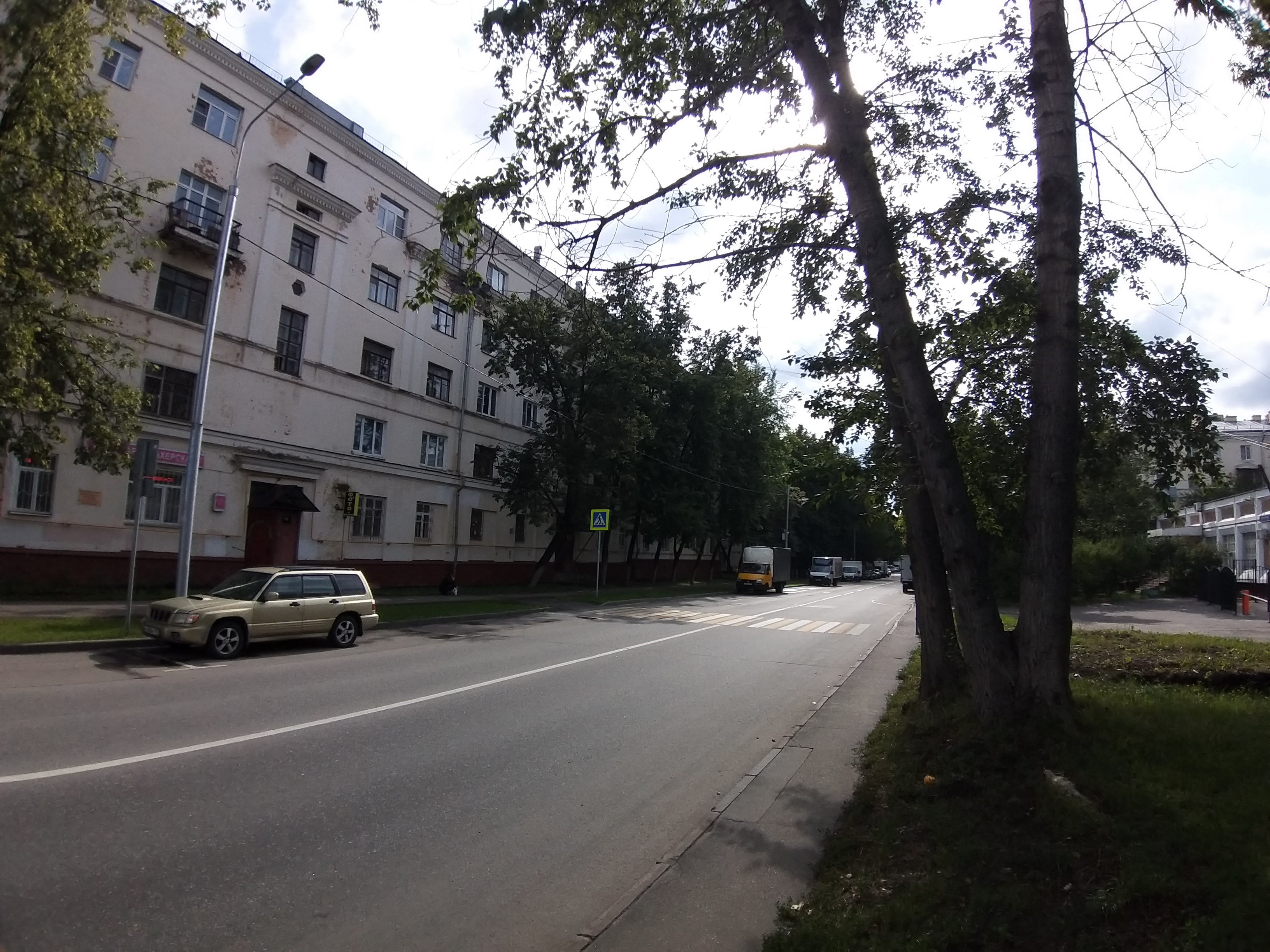
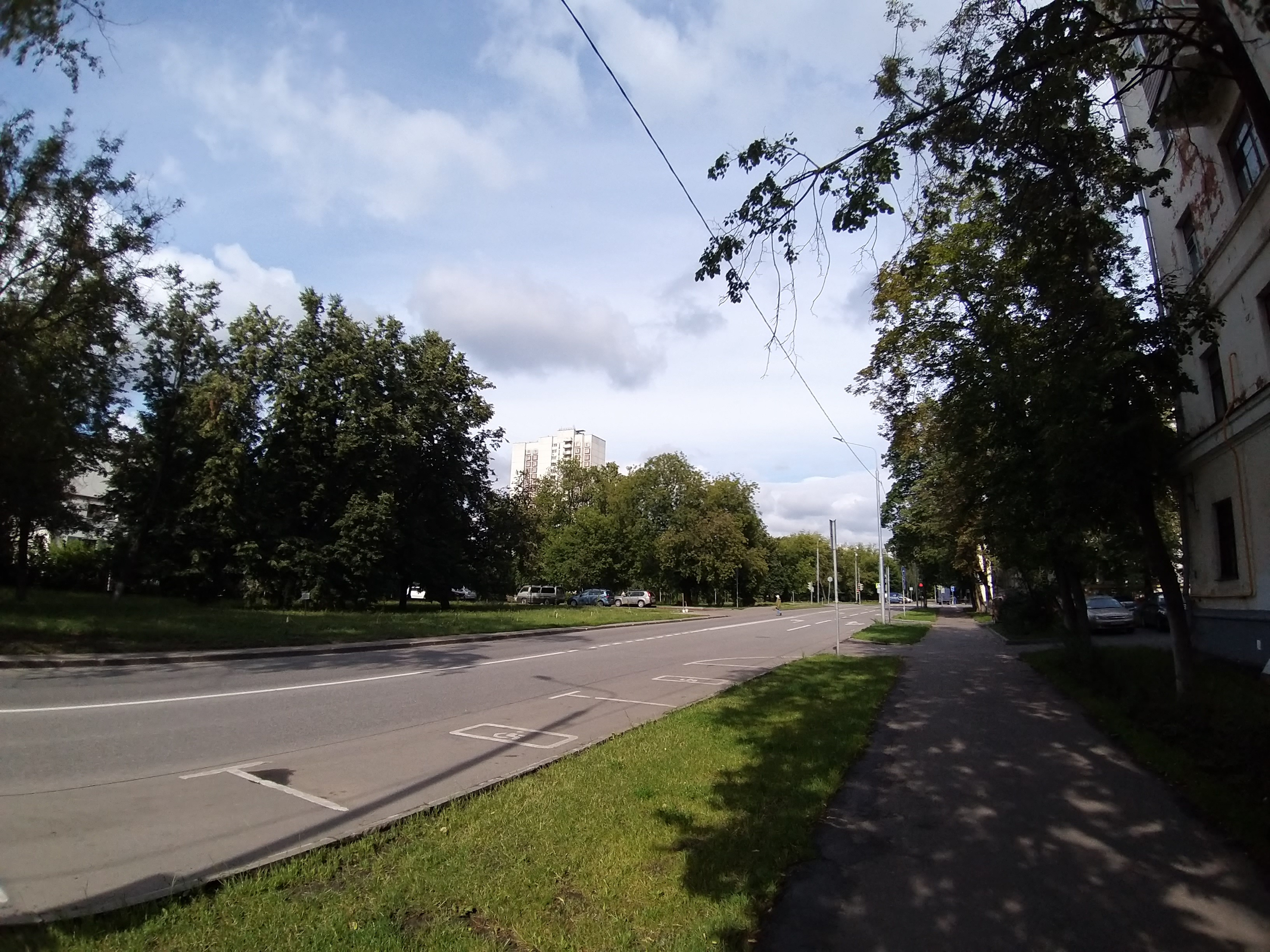
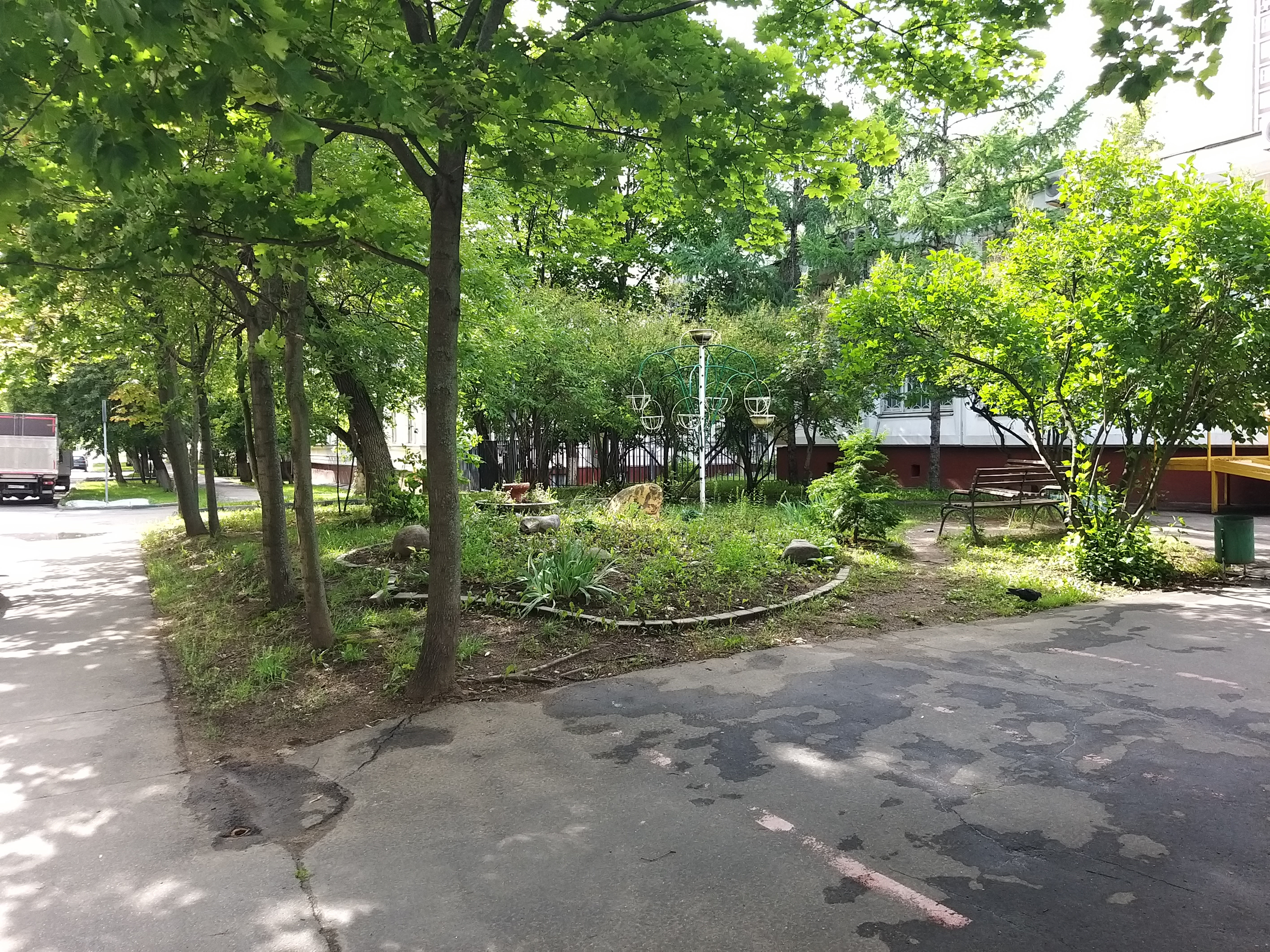
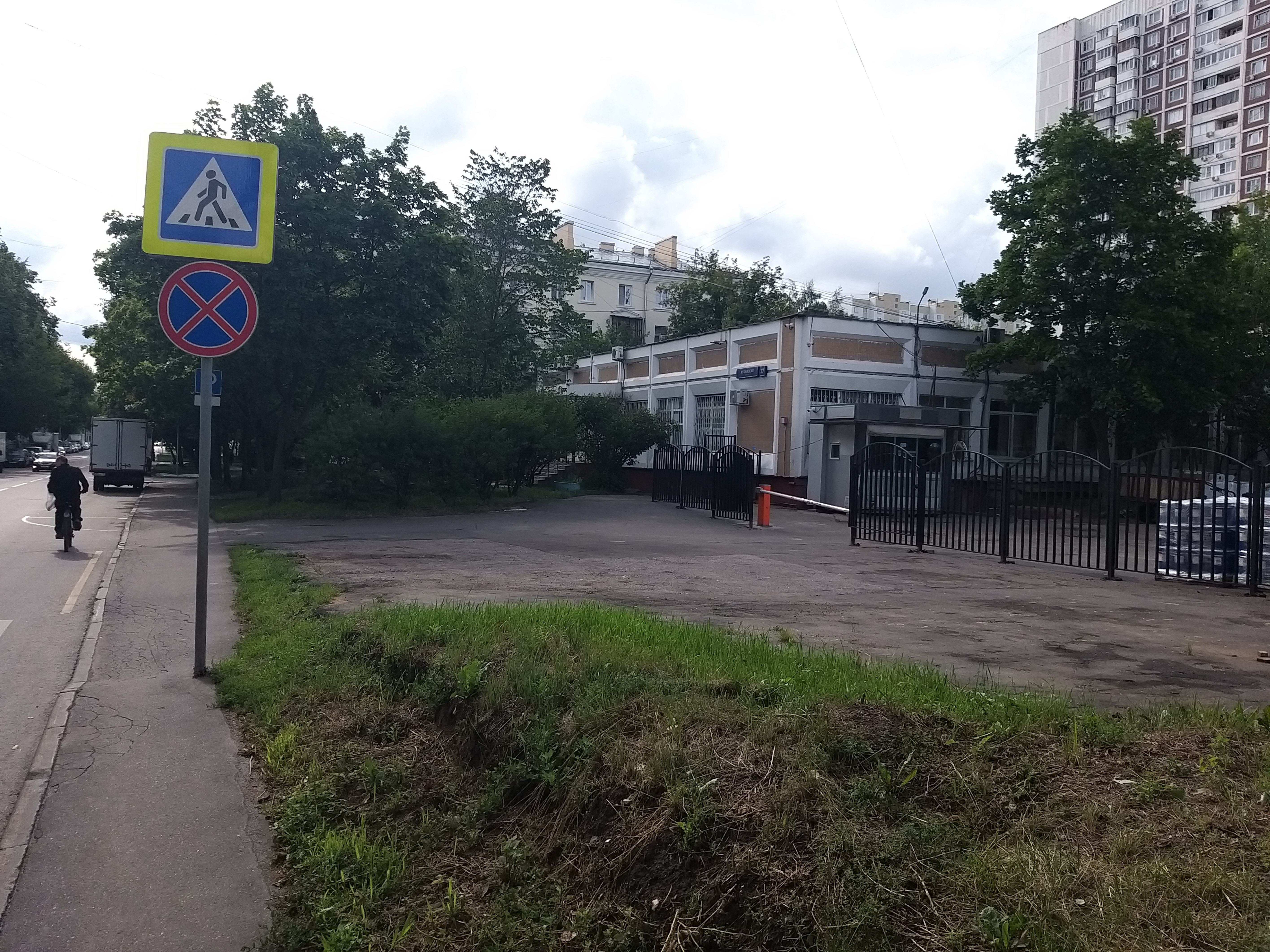
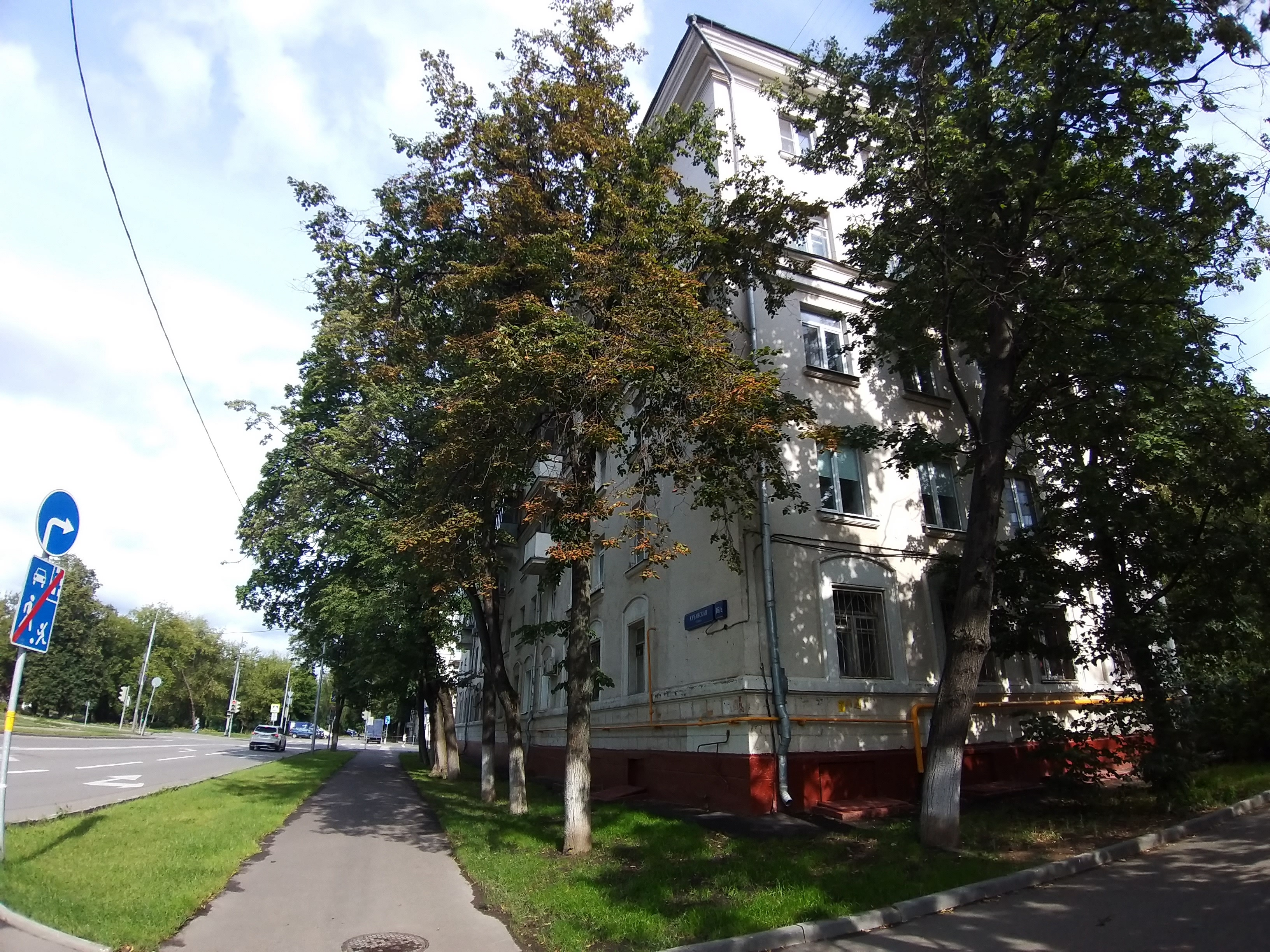
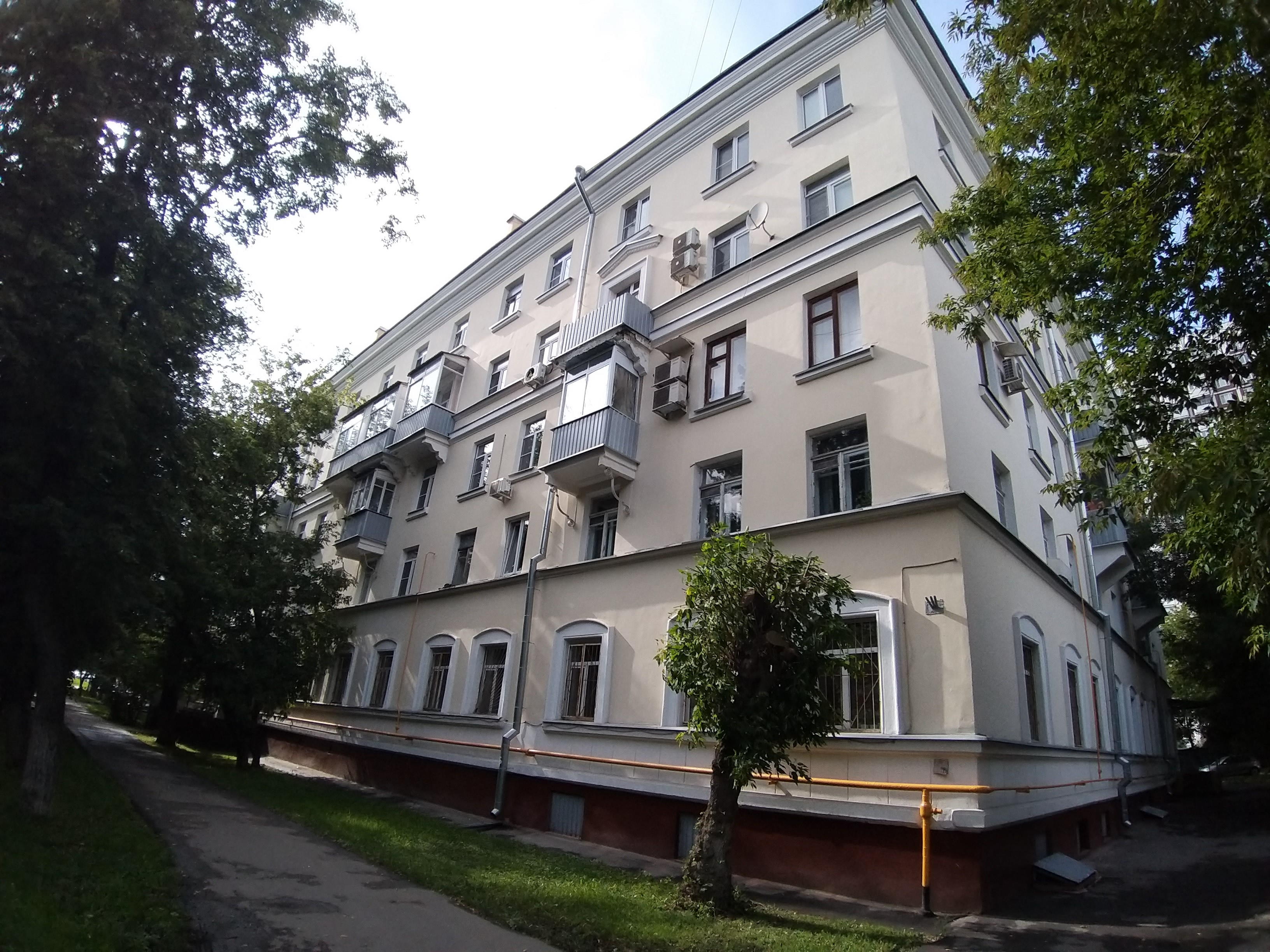
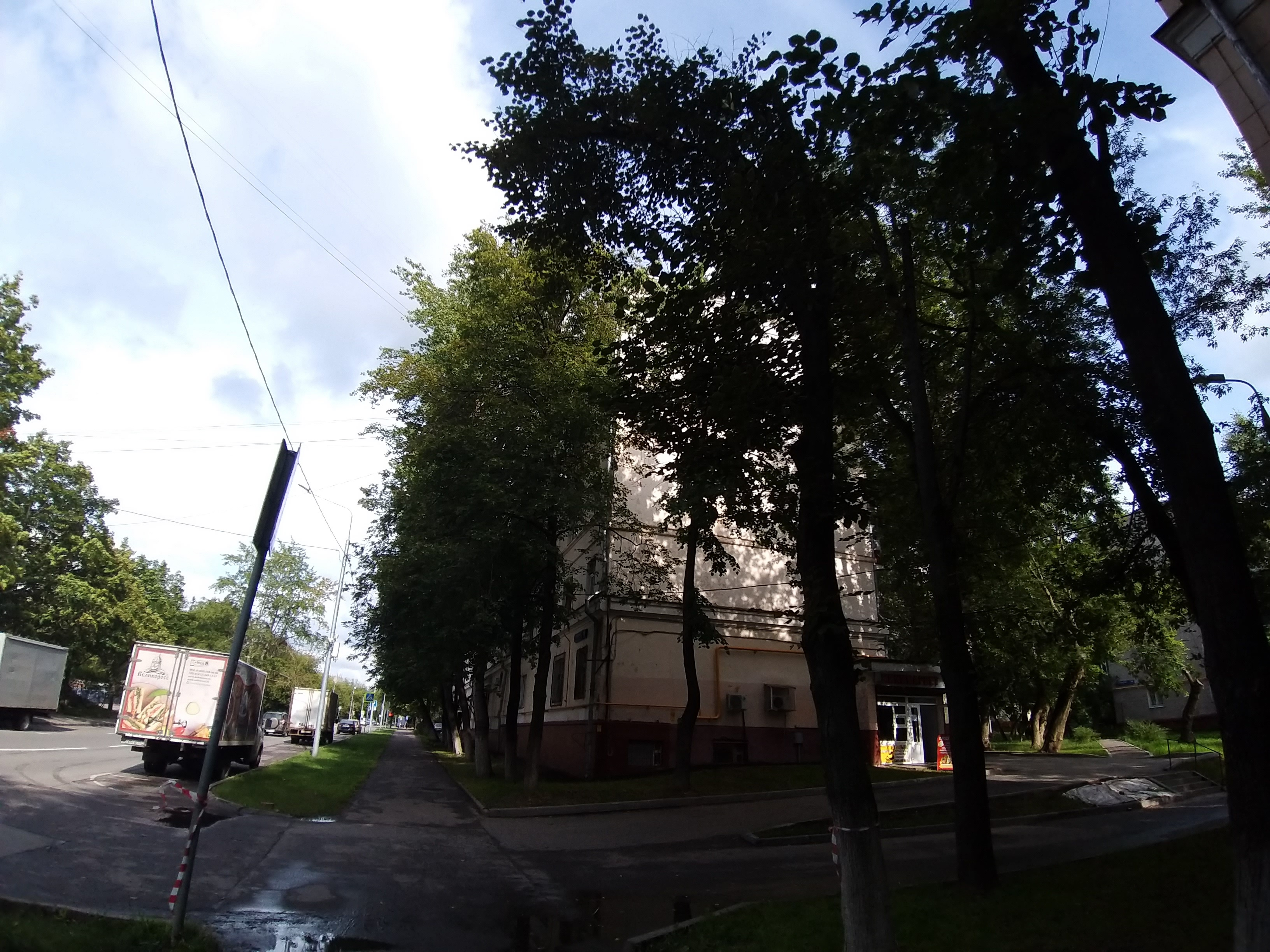
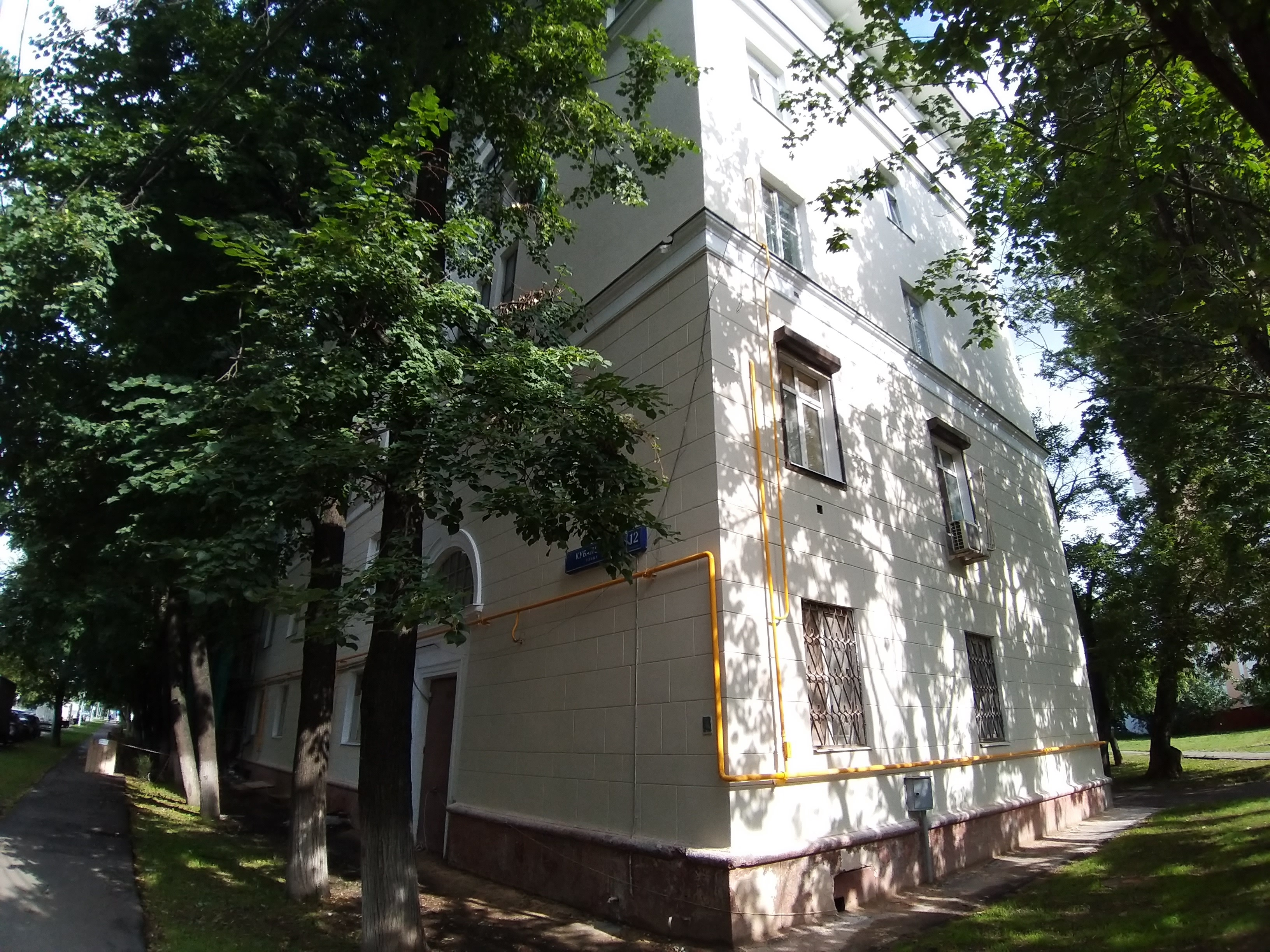
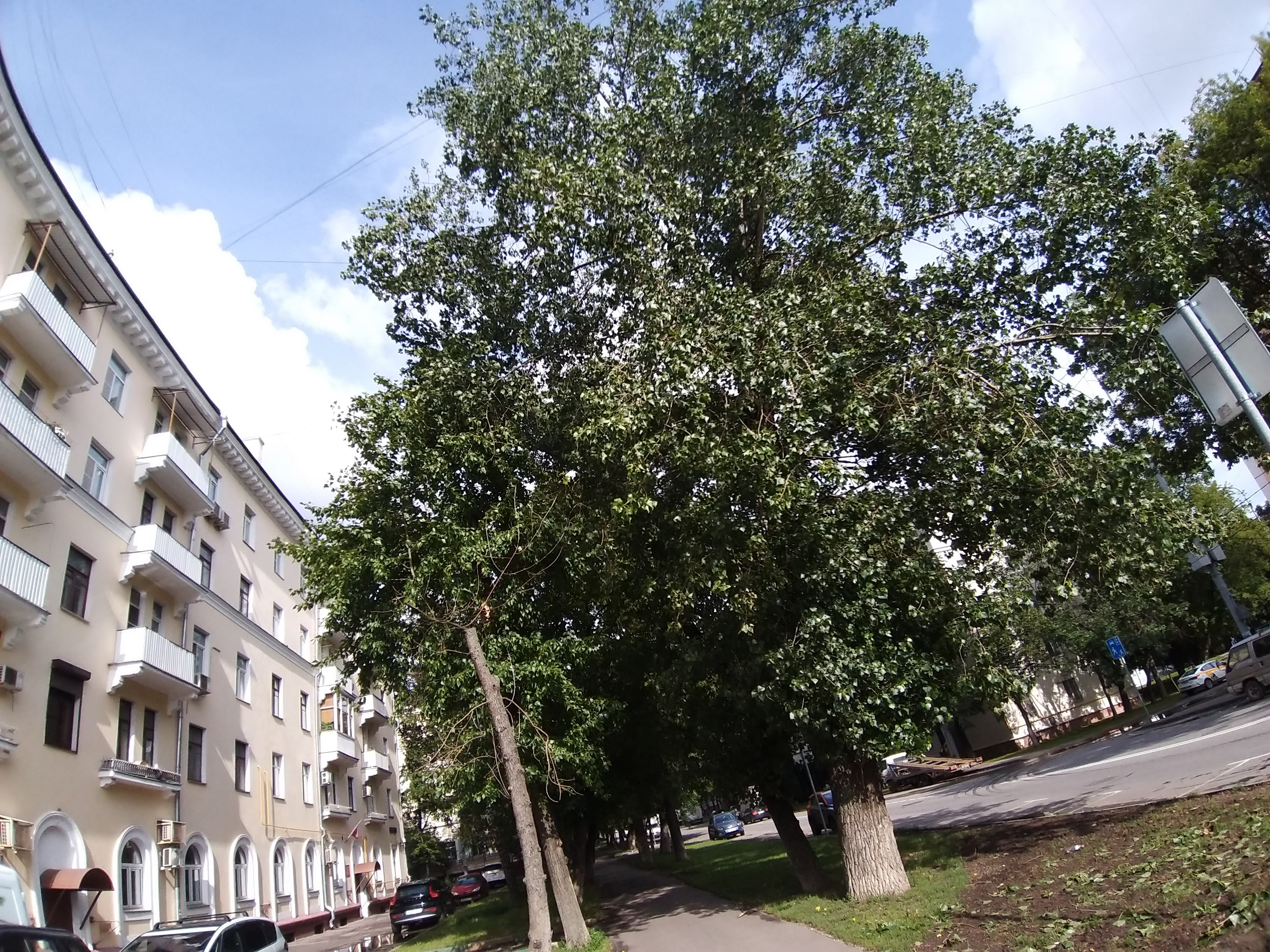
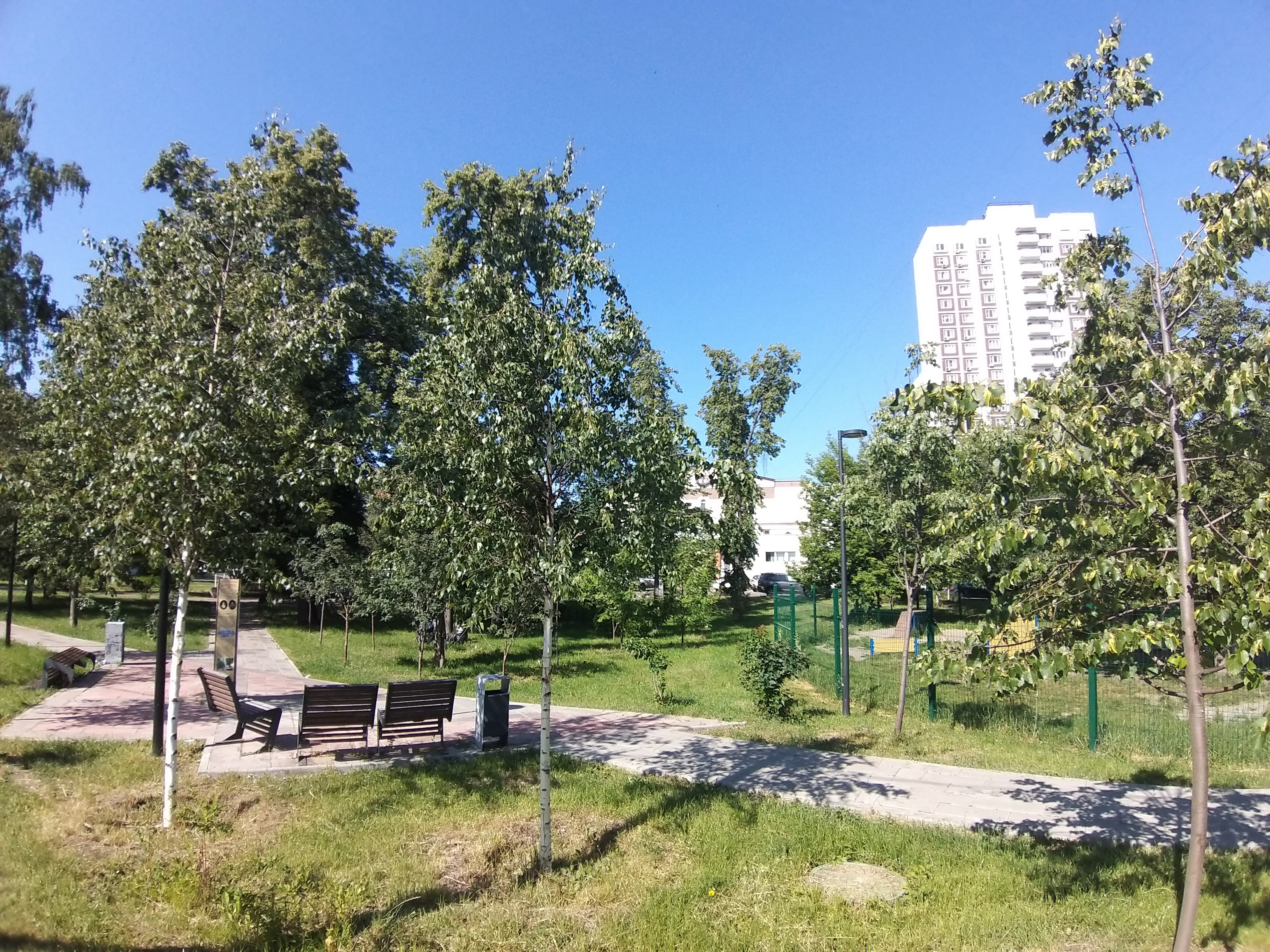
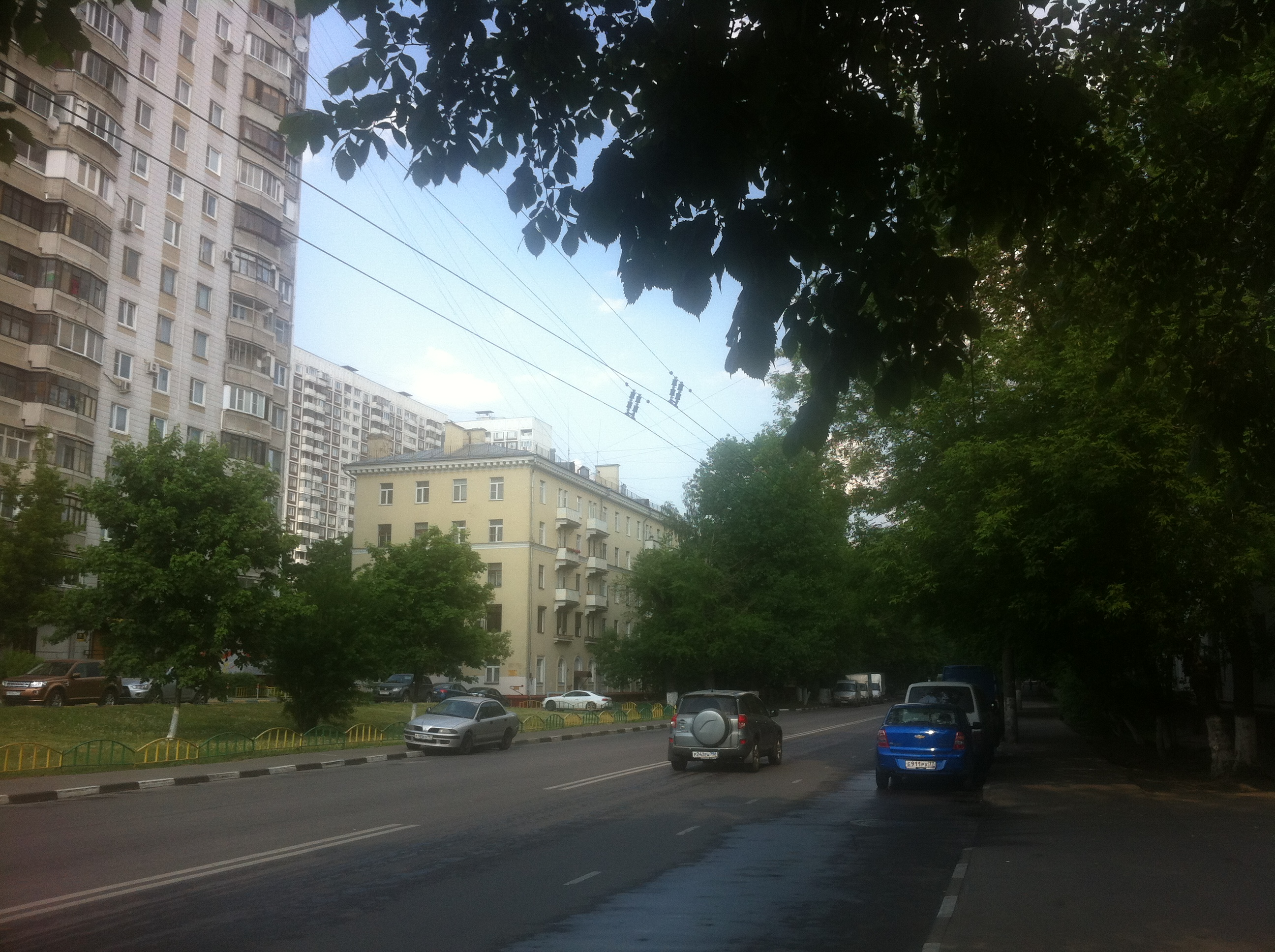